# ستان تويتر

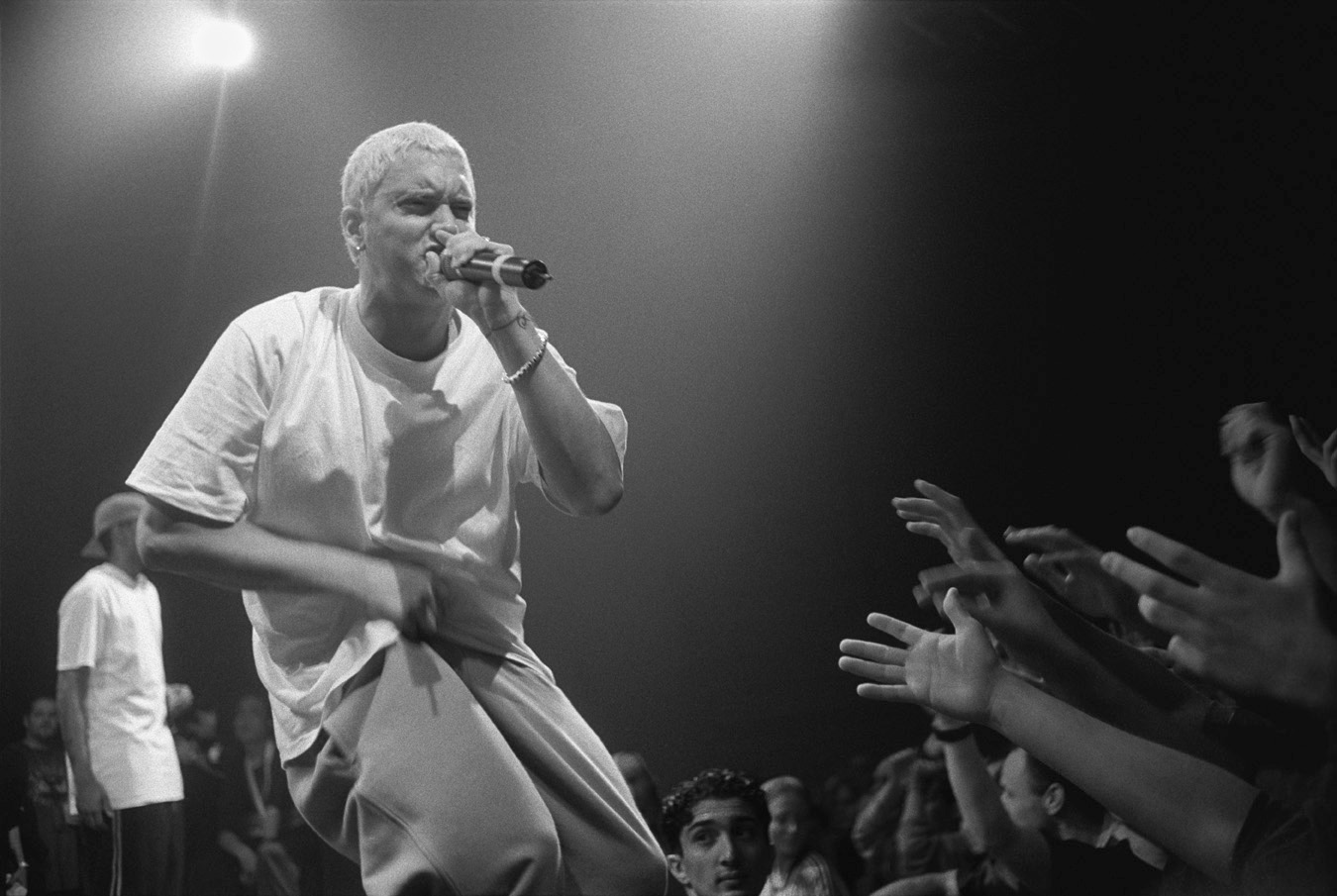
ستان تويتر

ستان تويتر (بالإنجليزية: Stan Twitter)‏ هو مجتمع من مستخدمي تويتر ينشرون آراءً متعلقة بالمشاهير والموسيقى والبرامج التلفزيونية والأفلام ووسائل التواصل الاجتماعي. لقد لاحظ المجتمع بلغته المشتركة الخاصة ولكن أيضًا بوقوع حوادث التحرش والتنمر. عادة ما يدور حديث ستان تويتر حول مناقشة الممثلين والمغنيين والرابرز والرياضيين والسياسيين.